# Kamtchatka (navire atelier)
Pour les articles homonymes, voir Kamtchatka (homonymie).
Le Kamtchatka (Kamchatka en anglais, Камчатка en russe)  était un navire auxiliaire de la Marine Russe. Construit à l'origine comme charbonnier, il  a été converti en navire de réparation alors qu'il était encore en construction. Le Kamtchatka est entré en service dans la flotte de la Baltique en 1903. Ses principales caractéristiques étaient une grande cale et de grandes grues qui le rendaient idéal pour le rôle de navire de réparation. Il était armé de 6 canons de 47mm.  Il fut coulé à la bataille de Tsushima, le 27 mai 1905.

## Rôle dans l'Incident du Dogger Bank
Le Kamtchatka a joué un rôle dans l'incident de Dogger Bank, au cours duquel le deuxième escadron du Pacifique a ouvert le feu sur des chalutiers de pêche britanniques non armés. Vers 21 heures, dans la nuit du 21 octobre 1903, le Kamtchatka a annoncé par radio qu'il était attaqué par huit destroyers ou torpilleurs japonais. Peu de temps après, de petits navires sans feux ont été repérés, qui traversaient la route de la flotte russe. Décidant qu'il s'agissait de navires japonais, les cuirassés ouvrirent le feu.

## Quelques remarques sur l’incident de Dogger Bank
⁃ A peine trois jours après le départ de l'escadre de Liepaja, l’amiral Rozhestvensky a émis des ordres si incompréhensibles qu'ils semblent destinés au seul but de semer la panique. « Tout le monde dort dans ses vêtements. Tous les navires doivent être prêts à tirer à tout moment. » Ses actions à ce moment-là n’étaient pas celles d’un commandant mais plutôt celles de quelqu’un cherchant à créer le chaos. De même à bord de la flotte, et suivant ses instructions, chaque canon était chargée et chaque canon se balançait à l'unisson, suivant chaque nouvel bâtiment étranger qui arrivait.
⁃ Les services de renseignements russes avaient informés la flotte de la possible présence de torpilleurs japonais dans la zone.
⁃ L'amiral russe Zinovy Rozhestvensky a également appelé à une augmentation de la vigilance, en ordonnant qu'aucun navire, de quelque sorte que ce soit, ne soit autorisé à entrer au sein la flotte", et en se préparant à ouvrir le feu sur tout navire ne parvenant pas à s'identifier.
⁃ Le bâtiment était surnommé par Rozhdestvensky la sale blanchisseuse, preuve du respect de l’amiral pour le navire. Toutefois il n’est pas précisé de quant date ce surnom. (Novikov-Priboy
« Tsushima » -éd. 1951- page 593 
⁃ Le 22 octobre, le Kamtchatka à la suite d’un problème de moteur, est laissé seul à 10 milles environ du reste de l’escadron. Le capitaine du Kamtchatka a été pris dans la même hystérie qui a attrapé Rojdestvensky, mais dans un transport isolé, seul la nuit, avec un bâtiment faiblement armé... Un transport n'aurait jamais dû être laissé seul, un croiseur auxiliaire aurait dû être envoyé pour le couvrir. Vers 20 heures, ce transport rencontra en effet le navire suédois Aldebaran et d'autres navires inconnus et ouvrit le feu sur eux, sans doute en conséquence de l'inquiétude inspirée par son isolement, les avaries subies par ses moteurs et ses faibles capacités au combat. Comme il s'est avéré plus tard, le Kamtchatka a confondu par erreur un groupe de navires de pêche norvégiens avec l'ennemi dans l'obscurité et leur a tiré dessus. Au même moment, l'atelier flottant a eu une collision avec une barque naviguant
sans phares, ce qui a également contribué à accroître la nervosité de l’équipage. Quoi qu'il en soit, le commandant du Kamtchatka envoya, à 20 heures 45, un message par télégraphie sans fil à son commandant en chef concernant cette rencontre, précisant qu'il était « attaqué de toutes parts par des torpilleurs ».

## D'autres évènements attribués auKamtchatka
Le Kamtchatka a également été impliqué dans de nombreux autres incidents, notamment des identifications erronées de navires neutres comme des torpilleurs japonais et des tirs par erreur sur le croiseur russe Aurore. Lors de leur escale à Madagascar, plusieurs navires de la flotte ont acquis plusieurs animaux prédateurs locaux, le Kamtchatka ne faisant pas exception..
Il existe de nombreuses légendes apocryphes associées au Kamtchatka, telles que :
• Il a faussement prétendu être en train de couler, alors que le seul dommage était un tuyau de vapeur fissuré,.

• Il prétendit faussement avoir été attaqué par huit torpilleurs de tous côtés. 

• Il se sépare de la flotte, tire 300 obus sur des navires allemands, suédois et français avant de rejoindre l'escadre.

• Le commandant du navire, face aux critiques sur sa difficulté à suivre le reste de l'escadre, demande  à jeter à la mer 150 tonnes de charbon. En réponse l'amiral lui aurait répondu, "ce n'est pas le charbon que je vais jeter à la mer"

• Il a tiré un obus réel lors d'un salut pour des funérailles, qui a touché l'Aurore.
Cependant, ces légendes disposent souvent de peu de sources primaires.
Beaucoup de ces événements ne se sont jamais produits, tandis que d’autres ont, semble t'il, été exagérés pour obtenir un effet comique.
Le Kamtchatka n'a pas frappé Aurore avec un obus tiré en guise de salut. Alors qu'il en a bien tiré un, il n'a pas heurté le navire. Une fois de plus, un incident a été exagéré pour un effet comique. (From Libau to Tsushima de Eugene Politovsky., p. 153).
« Lorsque j'étais dans la salle à bord de l'Aurore, un coup de canon a soudainement grondé au-dessus de moi. C'était le Kamchatka qui saluait le cadavre du marin qui est mort dans le navire-hôpital Orel."
Le Kamtchatka à un un gros problème d’inondation à quai mais n’a pas déclaré couler (From Libau  to Tsushima, p. 185):
« Peu de temps après le déjeuner, la nouvelle du Kamtchatka a été reçue que son condenseur ne fonctionnait pas. Elle a également rapporté qu'une valve Kingston avait été  arrachée, qu'elle commençait à se remplir d'eau et qu'ils mettaient un tapis en dessous. Je pensais qu'ils m'enverraient au Kamtchatka et m'y garderaient pendant tout le voyage. J'ai été envoyé par l'amiral. Je suis allé au Kamtchatka, et j'y ai trouvé l'horreur et la confusion qui régnaient. Dans le compartiment de la salle des machines, l'eau était déjà à la poitrine. »
Maintenant, pour l'incident des "150 tonnes de charbon", c'est vrai. Le Kamtchatka a en effet signalé qu'il avait besoin d’évacuer 150 tonnes de charbon, et l'explication exacte de ce message n'est toujours pas claire. Semenov et Pleshakov se portent garant que Rozhestvensky a correctement deviné que "150 tonnes de charbon" était un message secret pour indiquer  avoir besoin d'aide pour faire face aux mutins, car 150 tonnes de charbon est un volume incroyable à éliminer. L'auteur, révolutionnaire et intendant soviétique à bord de l'Oryol, Alexei Novikov-Priboi a également écrit (édition de 1937, page 52) :
«Il y avait eu des problèmes sur le navire de réparation Kamtchatka, les travailleurs civils (Comme le Kamtchatka avait en fait une partie de l’équipage qui était composée de civils) et les ingénieurs de la marine s’étaient battus. Sur les transports aussi, où les équipages n'étaient pas composés de marins, certains des chauffeurs ont refusé le service. »

## Naufrage
Version russe :
Pendant la bataille, alors qu'il était dans le détachement de transport, le Kamtchatka a subi de graves dommages d'artillerie et s'est incliné sur tribord. Dans la soirée, en passant près du navire amiral "Suvorov" et en voyant son sort, le Kamtchatka a essayé de le soutenir avec le feu de ses canons de 47 mm pour repousser l'attaque des destroyers japonais. À six heures du soir, des croiseurs japonais de passage ont tiré sur le Kamtchatka, il s'est renversé et a coulé près du Suvorov. Seuls 11 membres d'équipage et 13 civils ont survécu.
Avec le navire, 16 officiers, 4 conducteurs, 239 marins ou officiers mariniers et 68 ouvriers ont été  tués. (Deux ouvriers survivants, Vyacheslav Petrov et Alexander Lebedev -Вячеслав Петров и Александр Лебедев-, parlent de 11 membres d’équipages et 46 civils survivants) 
Extrait de la description par le capitaine de 2e rang Vladimir Ivanovich Semenov, (Семенов В.И. 1867-1910) chef du département naval du 1er Escadron du Pacifique, qui était à côté de l'amiral tout au long de la bataille sur le Suvorov dans son Livre "compte rendu" «Расплата». Семенов В.И. 

16h45 (russes) 16h20 (japonais) :
"Ceux sur le "Suvorov", qui n'ont pas encore complètement  perdu la tête, ont remarqué qu'à droite du cuirassé, il y avait l’atelier flottant Kamtchatka, tirant sur les destroyers ennemis  avec ses canons insignifiants de 47 mm. Le Kamtchatka, le scandaleux Kamtchatka, qui a provoqué l'incident de Hull, a constamment arrêté l'escadron avec ses innombrables pannes, le Kamtchatka, que l’on avait accusé d’avoir des espions japonais à bord pour perturber délibérément la  campagne de l'escadron, un atelier flottant maladroit et sale avec 400 travailleurs indépendants à bord, ce même Kamtchatka avec le feu de ses canons jouet a essayé de soulager l'agonie de son cuirassé amiral. Des détachements de croiseurs légers japonais, venant de l'arrière, sont tombés sur une colonne de transports sans défense. Ils ont essayé de se cacher derrière leurs croiseurs, mais bientôt les croiseurs eux-mêmes ont commencé à se cacher derrière  les transports.
Le commandant du capitaine de 2e rang du Kamtchatka Stepanov et son officier supérieur, le lieutenant Nikonov, étaient des officiers dignes d'une bien meilleure nomination."
"...A ce moment-là, un autre obus ennemi, perçant le flanc du Kamchatka, a détruit l'un des ateliers et désactivé le cylindre à haute pression. Les deux machines sont à l’arrêt. Le vaillant atelier flottant se balançait impuissant sur les vagues, perdant de la vitesse à seulement 4 ou 5 encablures du Suvorov. L'ennemi a continué à tirer et le Kamtchatka, à l'arrêt, a été touché par un autre obus qui a explosé dans la chaufferie arrière. L'explosion a interrompu la ligne de vapeur principale et les conduites de vapeur auxiliaires. Dans la soute arrière, tous sont tués, dans la soute avant, deux parviennent à sauter de la proue. Mais le Kamchatka a continué à tirer ..."
19h30. Le transport Kamtchatka a coulé.
Version New York Times :
« Extrait d'une interview du l'amiral Nakhimoff : Le navire de réparation russe Kamtchatka a été gravement touché, au début de la bataille de Tsushima, le 27 mai 1905. Sa direction était désactivée et il tournait simplement en rond. Pour aggraver les choses, un obus a touché ses moteurs et le Kamtchatka était mort sur l'eau. 56 membres de l'équipage ont tenté d'atteindre les canots de sauvetage, mais ceux-ci à peine abaissés, le Kamtchatka a levé sa proue et a coulé dans un terrible rugissement. Son capitaine a été tué et 3 officiers se sont noyés et 2 blessés »
Coordonnées lorsqu’il a coulé : 34°24'50"N 130°11'39"E